# Невярово
Невярово (пол. Niewiarowo) — село в Польщі, у гміні Тшцянне Монецького повіту Підляського воєводства.
Населення — 255 осіб (2011).
У 1975-1998 роках село належало до Ломжинського воєводства.

## Демографія
Демографічна структура станом на 31 березня 2011 року:
|          | Загалом | Допрацездатний вік | Працездатний вік | Постпрацездатний вік |
| -------- | ------- | ------------------ | ---------------- | -------------------- |
| Чоловіки | 127     | 32                 | 80               | 15                   |
| Жінки    | 128     | 29                 | 70               | 29                   |
| Разом    | 255     | 61                 | 150              | 44                   |